# Une belle emmerdeuse
Pour plus de détails, voir Fiche technique et Distribution.
Une belle emmerdeuse (Trouble Bound), aussi connu sous le titre Détour vers l'enfer, est une comédie d'action de Jeffrey Reiner sortie en 1993.

## Synopsis
Harry Talbot est le plus heureux des hommes. Alors qu'il vient tout juste de sortir de prison, il gagne une superbe décapotable et un joli pactole au poker. La chance lui sourit de nouveau lorsqu'il croise Kit Califano, une jeune autostoppeuse aussi ravissante que mystérieuse. Mais lorsque Harry découvre un cadavre dans le coffre de sa nouvelle Lincoln, la situation devient très embarrassante et son voyage s'annonce plus périlleux que prévu.

## Fiche technique
- Titre français : Une belle emmerdeuse[1],[2]
- Titre français alternatif : Détour vers l'enfer[1]
- Titre original : Trouble Bound
- Réalisateur : Jeffrey Reiner
- Scénario : Darrell Fetty (en) et Francis Delia
- Photographie : Janusz Kamiński
- Musique : Vinny Golia (en)
- Montage : Neil Grieve
- Décors : Richard Sherman
- Société de production : Incorporated Television Company
- Pays d'origine :  États-Unis
- Langue : anglais
- Genre : comédie, film d'action
- Format : couleur - 35 mm
- Durée : 90 minutes
- Date de sortie : 1993

## Distribution
- Michael Madsen (VF : Daniel Beretta) : Harry Talbot
- Patricia Arquette (VF : Danielle Perret) : Kit Califano
- Florence Stanley (VF : Jane Val) : Mama Martucci
- Billy Bob Thornton (VF : Bruno Dubernat) : Coldface
- Sal Jenco (VF : Thierry Ragueneau)  : Danny
- Darren Epton : Raphael
- Gregory Sporleder : Irwin
- Paul Ben-Victor (VF : Jean-Philippe Puymartin) : Zand
- Rustam Branaman : Ratman
- Seymour Cassel : Santino